# Залютичи (Житковичский район)
Залютичи (бел. Залюцічы) — деревня в Милевичском сельсовете Житковичского района Гомельской области Белоруссии.
На юге, севере и западе граничит с лесом.

## География

### Расположение
В 64 км на северо-запад от Житковичей, 10 км от железнодорожной станции Микашевичи (на линии Лунинец — Калинковичи), 297 км от Гомеля.

## Гидрография
На реке Случь (приток реки Припять).

## Транспортная сеть
Транспортные связи по просёлочной, затем автомобильной дороге Микашевичи — Слуцк. Планировка состоит из чуть изогнутой улицы, ориентированной с юго-запада на северо-восток, которая на севере пересекается короткой улицей. Застройка двусторонняя, неплотная, деревянная, усадебного типа.

## История
Согласно письменным источникам известна с XIX века как деревня в Ленинской волости Мозырского уезда Минской губернии. В 1834 году в составе поместья Ленин, во владении князя Л. П. Витгенштейна.
Согласно Рижскому договору с 18 марта 1921 года в составе Польши, в Лунинецком повете. С сентября 1939 года в составе БССР. В 1940 году работала начальная школа. Во время Великой Отечественной войны в феврале 1943 года немецкие оккупанты убили в лесу, в 4 км от деревни, 254 жителей деревень Залютичи и Иовичи (похоронены там же, в могиле жертв фашизма) и целиком сожгли деревню. 44 жителя погибли на фронте. Согласно переписи 1959 года в составе совхоза «Случь» (центр — деревня Милевичи). Действуют 9-летняя школа, клуб, библиотека, фельдшерско-акушерский пункт, отделение связи.

## Население

### Численность
- 2004 год — 71 хозяйство, 126 жителей.

### Динамика
- 1834 год — 25 дворов.
- 1897 год — 402 жителя (согласно переписи).
- 1908 год — 53 двора.
- 1940 год — 88 дворов, 507 жителей.
- 1959 год — 385 жителей (согласно переписи).
- 2004 год — 71 хозяйство, 126 жителей.